# Edite Estrela
Edite de Fátima Santos Marreiros Estrela GOIH (Carrazeda de Ansiães, Belver, 28 de outubro de 1949) é uma professora e política portuguesa. Atualmente, assume as funções de Vice-Presidente da Assembleia da República.

## Biografia
É Licenciada em Filologia Clássica (1973) e Mestre em Comunicação Social (1987).
Foi professora de Literatura Portuguesa, entre 1973 e 1986, e vice-presidente da Associação Portuguesa de Escritores (1988-1994).
Dirigente do PS desde 1983, integrou o respetivo Secretariado Nacional (1988-2002) e foi eleita Deputada à Assembleia da República, pelo Círculo de Lisboa, em 1987 e 2002, tendo sido vice-presidente da Comissão Parlamentar de Obras Públicas, Transportes e Comunicações, presidente da Subcomissão de Cultura e presidente da Comissão Parlamentar para a Cooperação Portugal/Brasil.
Presidiu à Direção da Fundação Antero de Quental (1995-2003), ligada ao PS.
Foi Presidente da Câmara Municipal de Sintra (1994-2002) e vice-presidente da Junta Metropolitana de Lisboa (1995-2002). Foi a primeira mulher a integrar o Comité das Regiões (1999-2002).
Foi feita Grande-Oficial da Ordem do Infante D. Henrique a 6 de Março de 1998.
Foi Deputada ao Parlamento Europeu, entre 2004 e 2016, sendo presidente da Delegação Portuguesa do Partido Socialista Europeu.
Em 2013, apresentou uma lei controversa que torna obrigatória a educação sexual para crianças a partir de 4 anos, conhecida como Direitos Sexuais e Saúde Reprodutiva. No dia 22 de outubro, os membros do Parlamento Europeu enviaram a lei de volta ao comitê. Ela recusou-se a alterar a linguagem controversa, e a lei foi novamente votada e chumbada no Parlamento Europeu pela segunda vez no dia 26 de novembro.

### Condecorações
- Comendadora da Ordem de Orange-Nassau da Holanda (30 de Setembro de 1991)
- Grã-Cruz da Ordem do Falcão da Islândia (25 de Fevereiro de 1994)
- Grande-Oficial da Ordem do Infante D. Henrique de Portugal (6 de Março de 1998)[5][1]

## Obras publicadas
- A Questão Ortográfica
- Bem Escrever, Bem Dizer
- Dúvidas do Falar Português (5 volumes)
- Sintra: Nossa Gente, Nossa Terra
- Saber Escrever, Saber Falar; co-autora com Maria José Leitão e Maria Almira Soares
- Saber Escrever uma Tese e Outros Textos; co-autora com Maria José Leitão e Maria Almira Soares
- Guia Essencial da Língua Portuguesa para a Comunicação Social; co-autora com J. David Pinto Correia

## Prémios e Reconhecimentos
- 2010 - enquanto deputada europeia, ganha o prémio de melhor parlamentar europeia, na área da promoção da igualdade de género e na proteção da maternidade e paternidade, atribuído pela revista "The Parliament" em conjunto com o Parlamento Europeu.[6]
- 2014 - enquanto deputada europeia, ganha o prémio de melhor parlamentar europeia na área do Emprego e Assuntos Sociais, atribuído pela revista "The Parliament" em conjunto com o Parlamento Europeu.[6]